# 津港高速动车组列车
津港高速動車組列車是中國鐵路運行於天津市天津西站至香港特別行政區香港西九龍站的高速動車組列車。

## 歷史
該列車原為2017年12月28日起開行之津廣高速動車組列車G295/296次。截至2017年12月，天津至广州用时最短的直通列车Z114次在两地间运行约需23小时，天津始发至广州的T253次全程运行更需将近28小时，当时津保铁路虽已开通，乘坐高速动车组列车来往津广两地仍需在北京、武汉等地中转。2017年12月28日，中国铁路运行图调整，原先来往成都东与广州南之间的G314/311、G312/313次列车运行区段调整为天津西-广州南，天津西至武汉间经由津霸客专、霸徐线、京广高速线，车次改为G295/296次，担当路局由成都局改为北京局，天津至广州直通列车的运行时间由此压缩至10小时43分。
2019年3月2日，该列车开始使用复兴号CR400BF型电力动车组。
2019年7月10日，全國鐵路調整運行圖，新增天津西～香港西九龙G305/306次列车。原天津西～广州南G295/296次、原广州南～香港西九龙G6545/6546次停运。针对此次调整，天津客运段津福车队等单位曾赴广九客运段G79次列车实地观摩学习。
此次调整也结束了天津与深圳之间无直通高铁列车的历史，此前天津至深圳用时最短的列车Z188次需时25小时16分，G305/6次的开通将来往两地的时间压缩至9小时36分。该列车的开通也标志着京津冀三个省级行政区均有进港高速动车组列车开行。该列车开通初期在河北省内停靠白洋淀站（临近雄安新区起步区）、石家庄站和邯郸东站，使得雄安新区得以通过高速铁路直通香港。
2020年1月，武漢市爆發疫情，1月23日凌晨，武漢市新型冠狀病毒感染的肺炎疫情防控指揮部宣佈自當天10時起，武漢市全市城市公交、地鐵、輪渡、長途客運暫停運營，機場、火車站離漢通道暫時關閉，而恢復時間另行通告。武汉站因此暫時關閉。列車於當天起不停武漢站。1月30日起因香港西九龙站管制站受湖北省爆發疫情影響而关闭，列车运行区间缩短至天津西-广州南，已購票乘客可獲無條件退款。同年2月，G305次列车曾利用两节二等座车厢向武汉运输防疫物资。
2020年3月28日，因应武汉站恢复办理到达业务，故列车恢复停靠武汉站。
2023年4月1日，因应香港西九龙站恢复跨广东省列车，运行区间恢复为天津西-香港西九龙，并增停胜芳站。

## 运营状况

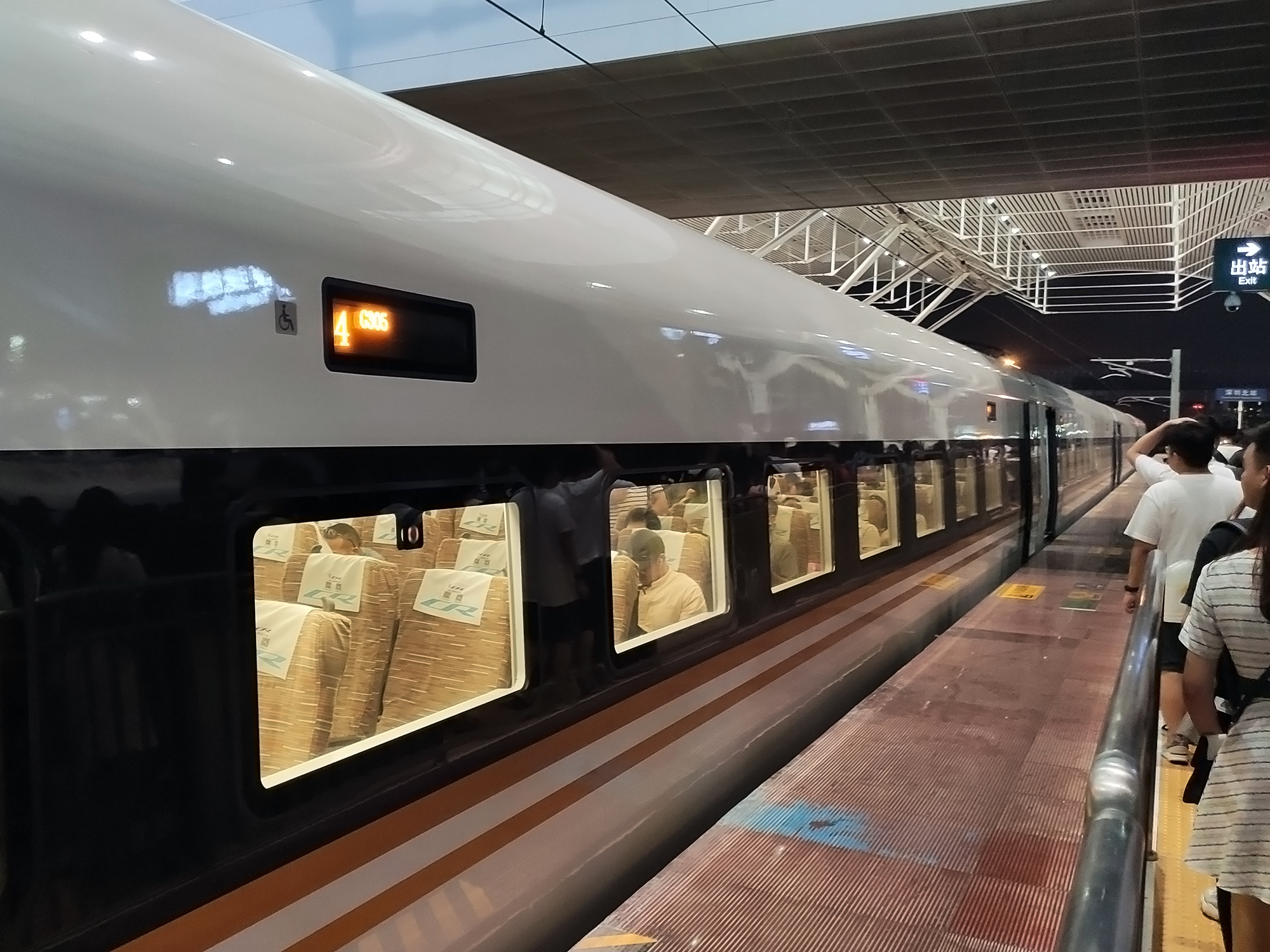
G305次列車停靠深圳北站

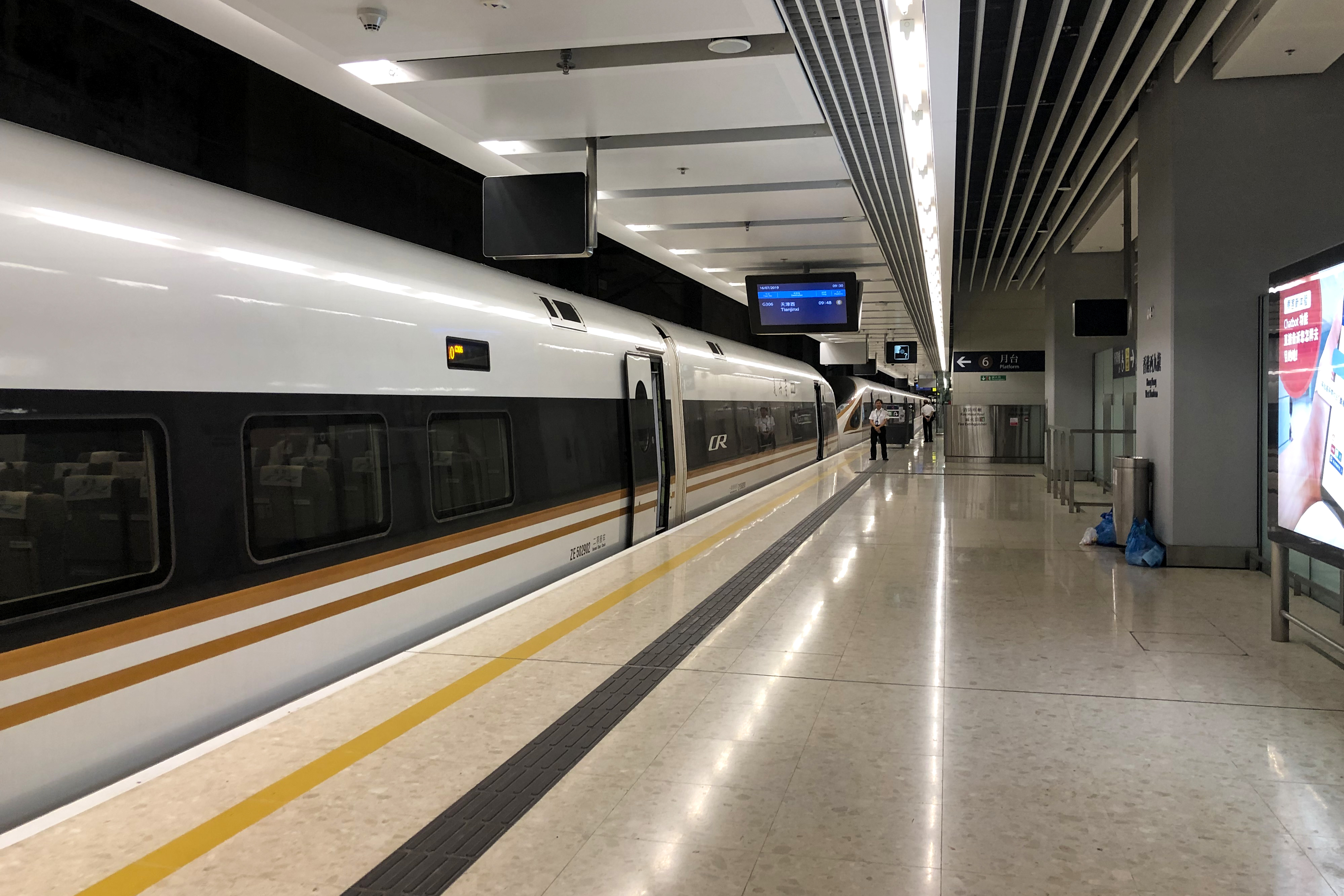
G306次列車停靠在香港西九龍站6號月台

本对列车使用配属北京局集团曹庄动车运用所的CR400BF，重联运行。相关车底及交路亦会与香港西九龙至广州南的G6505/6506次列车套跑，交路隔日完成。

## 媒体报导
据天津媒体报道，G305次列车在首次开行当天从天津西站发车时呈满员状态，乘坐该列车全程从天津赴港的旅客有30余人。部分旅客受访时表示，偕同儿童出行时乘坐高铁赴港比乘飞机方便，天津客运段也针对乘车访港旅客中儿童较多、乘车时间较长的特点在列车上提供儿童读物、画板等。

## 事故
- 2019年7月28日，擔當G305次的CR400BF-5029編組列車發生嚴重故障，乘客需轉乘武漢局集團的熱備CRH380A列車繼續前往香港西九龍站。
- 2019年7月29日，擔當G305次的CR400BF-5106發生訊號故障，延誤30分鐘才到達香港西九龍站。

## 外部連結
- 香港高速鐵路長途列車行車時間表 （页面存档备份，存于）（包含G305、G306）